# لئوپولد کوئرفلد
لئوپولد کوئرفلد (انگلیسی: Leopold Querfeld؛ زادهٔ ۲۰ دسامبر ۲۰۰۳) بازیکن فوتبال اهل اتریش است.
وی همچنین در تیم ملی فوتبال زیر ۲۱ سال اتریش بازی کرده‌است.